# Jakov Protazanov
Jakov Aleksandrovič Protazanov, (ruski: Яков Александрович Протазанов; Moskva, Rusija, 4. veljače 1881. – Moskva, Rusija, 8. kolovoza 1945.), ruski filmski redatelj.

## Filmovi
- Bahčisarajska fontana (1909.),
- Odlazak velikog starca,
- Drama u telefona
- Pikova dama
- Sotona likuje
- Otac Sergije[1][2]
- Aelita[3][4]

## Vanjske poveznice
- Jakov Protazanov na kino-teatr.ru